# Christoph Kreuzer
Christoph Kreuzer (* 9. September 1982) ist ein ehemaliger niederländischer Skispringer.

## Werdegang
Kreuzer ging früh für das Skispringen nach Österreich und trainierte in Villach. Er startete später für die Villach and Netherlands Ski Federation. Am 2. Januar 2002 startete er erstmals in seiner Wahlheimat Österreich beim Springen im Skisprung-Continental-Cup 2001/02 in Innsbruck. Nach drei glücklosen Springen in Österreich gelang ihm am 19. Januar 2002 erstmals der Sprung in die COC-Punkte. So beendete er das Springen im französischen Courchevel auf dem 22. Platz. Auf Grund dieser Leistungssteigerung stand er im Aufgebot für das Weltcup-Springen am 26. Januar 2002 im japanischen Sapporo. Überraschend konnte er auch hier bereits in seinem ersten Wettbewerb dieser Serie die ersten Punkte gewinnen und beendete das Springen auf dem 29. Platz. Beim Teamwettbewerb wurde er mit dem niederländischen Team jedoch nur Elfter. Für ein Jahr bestritt er im Anschluss kein Springen im Weltcup mehr und startete weiter im Continental Cup. Bei der Skiflug-Weltmeisterschaft 2002 in Harrachov wurde er 44. Ab dem 23. Januar 2003 startete Kreuzer parallel zum Continental Cup wieder im Weltcup, konnte jedoch keinerlei Weltcup-Punkte mehr gewinnen. Bei den Nordischen Skiweltmeisterschaften 2003 im Val di Fiemme wurde er auf der Normalschanze 50. Nach weiteren Springen im Continental Cup, bei denen er nur noch auf die hinteren Ränge sprang, beendete er nach dem Springen am 18. Januar 2004 in Bischofshofen seine aktive Skispringerkarriere.
Mit seiner persönlichen Bestweite von 162 Metern, aufgestellt in Planica 2002, galt er lange  niederländischer Rekordhalter im Skifliegen.
Nach dem Ende seiner aktiven Karriere lebt Kreuzer heute in Arnoldstein.

## Erfolge

### Weltcup-Platzierungen
| Saison  | Platz | Punkte |
| ------- | ----- | ------ |
| 2001/02 | 086.  | 02     |

### Continental-Cup-Platzierungen
| Saison  | Platz | Punkte |
| ------- | ----- | ------ |
| 2001/02 | 190.  | 25     |